# Missamana
Missamana är en ort i Guinea.   Den ligger i prefekturen Kankan Prefecture och regionen Kankan Region, i den östra delen av landet, 500 km öster om huvudstaden Conakry. Missamana ligger 397 meter över havet och antalet invånare är 18 059.
Terrängen runt Missamana är platt. Runt Missamana är det glesbefolkat, med 17 invånare per kvadratkilometer. Det finns inga andra samhällen i närheten. I omgivningarna runt Missamana växer huvudsakligen savannskog.